# ジェームズ・サウス
ジェームズ・サウス（Sir James South、1785年10月21日 - 1867年10月19日）は、イギリスの天文学者。二重星の観測で知られる。王立協会フェロー。

## 生涯
ロンドンに生まれた。英国外科医師会（the Royal College of Surgeons）で医学を学んだが31歳の時に天文学に転じた。1816年に裕福な妻と結婚し、ロンドンとパリに私設の天文台をつくり観測を行った。ロンドン天文学会の設立に寄与し、1831年に国王裁可を得た。ロンドン天文学会は、王立天文学会に発展する。
天文学上の業績はジョン・ハーシェルとともに、ウィリアム・ハーシェルの発見した2重星を再観測し、1824年に380の2重星のカタログを製作したことである。その後も観測を続け翌年458の観測結果を追加した。
1826年にコプリメダルと王立天文学会ゴールドメダルを受賞した。1831年にナイトに叙せられた。ロンドンで没した。議論好きの性格で、イギリスの航海暦の精度が悪いことを批判し王立天文学会を脱会し、エドワード・トルートンが製作した観測機器の精度について争い、トルートンの作った望遠鏡を破壊した。この望遠鏡のレンズはダブリン天文台で1862年で使用された。